# Riccardo Zoidl
Riccardo Zoidl (ur. 8 kwietnia 1988 w Linzu) – austriacki kolarz szosowy.

## Najważniejsze osiągnięcia
2011
- 1. miejsce w Tobago Cycling Classic

2012
- 1. miejsce w mistrzostwach Austrii (jazda ind. na czas)

2013
- 1. miejsce w Österreich-Rundfahrt
- 1. miejsce w Circuit des Ardennes
  - 1. miejsce na 2. etapie
- 1. miejsce w mistrzostwach Austrii (start wspólny)
- 1. miejsce Tour de Bretagne - Trophée des Granitiers
- 1. miejsce w Oberösterreichrundfahrt
- 5. miejsce w Settimana Coppi e Bartali

2014
- 3. miejsce w Tour Méditerranéen
- 1. miejsce w mistrzostwach Austrii (start wspólny)

2020
- 1. miejsce na 3. etapie Tour of Antalya

2021
- 2. miejsce w Oberösterreich Rundfahrt